# Liste d'entreprises publiques finlandaises
Les sociétés publiques finlandaises (finnois : valtionyhtiöistä) sont des sociétés détenues en totalité ou en partie par l'État finlandais. 
La liste ci-dessous donne la situation au 6 juin 2019.

## Entreprises publiques détenues en totalité ou en majorité
| Entreprises d'État                    | Entreprises d'État                                                   | Entreprises d'État | Entreprises d'État | Entreprises d'État |
| Entreprise                            | Domaine                                                              | Contr.             | Parts (%)          | Limite (%)         |
| ------------------------------------- | -------------------------------------------------------------------- | ------------------ | ------------------ | ------------------ |
| A-Kruunu Oy                           | locations                                                            | YM                 | 100                | 100                |
| Alko Oy                               | vente de boissons alcoolisées                                        | STM                | 100                | 100                |
| Arctia Oy                             | brise-glace                                                          | VNK                | 100                | 50,1               |
| Arsenal Oyj                           | gestion d'actifs                                                     | VM                 | 100                | 100                |
| Baltic Connector Oy                   | gazoduc                                                              | VM                 | 100                | 0,0                |
| Boreal Kasvinjalostus Oy              | sélection de plantes                                                 | VNK                | 60,8               | 50,1               |
| Business Finland Oy                   | promotion des exportations                                           | TEM                | 100,0              | 100,0              |
| Cinia Oy                              | télécommunications et services de réseau                             | LVM                | 77,5               | 50,1               |
| CSC Oy                                | traitement des données                                               | OKM                | 70                 | 50,1               |
| Finavia Oyj                           | transport aérien                                                     | VNK                | 100                | 100                |
| Fingrid Oyj                           | transport d'électricité                                              | VM                 | 53,1               | 50,1               |
| Finnair Oyj                           | transport aérien                                                     | VNK                | 55,8               | 50,1               |
| Finnpilot Pilotage Oy                 | pilotage                                                             | LVM                | 100                | 100                |
| Finnvera Oyj                          | financements spéciaux                                                | TEM                | 100                | 100                |
| Fortum Oyj                            | énergie                                                              | VNK                | 50,8               | 50,1               |
| Gasonia Oy                            | contrats sur titres                                                  | VNK                | 99,0               | 0,0                |
| Gasum Oy                              | gaz naturel en gros                                                  | VNK                | 100                | 50,1               |
| Gasgrid Finland Oy                    | transport de gaz naturel                                             | VNK                | 100                | 50,1               |
| Governia Oy                           | finance, immobilier                                                  | VNK                | 100                | 100                |
| Hansel Oy                             | centrale d'achats                                                    | VM                 | 100                | 100                |
| HAUS kehittämiskeskus Oy              | formation et conseil                                                 | VM                 | 100                | 100                |
| Kemijoki Oy                           | production d'énergie                                                 | VNK                | 50,1               | 0                  |
| Leijona Catering Oy                   | Services de restauration                                             | VNK                | 100                | 100                |
| Motiva Oy                             | efficacité énergétique                                               | VNK                | 100                | 100                |
| Nordic Morning Oyj                    | impression et édition                                                | VNK                | 100                | 0,0                |
| Patria Oyj                            | équipements de défense                                               | VNK                | 50,1               | 50,1               |
| Pohjolan Rautatiet Oy                 | transport ferroviaire                                                | LVM                | 100,0              | 100,0              |
| Posti Group Oyj                       | Poste et messagerie                                                  | VNK                | 100                | 50,1               |
| Solidium Oy                           | investissement                                                       | VNK                | 100                | 100                |
| SoteDigi Oy                           | solutions numériques pour le secteur social et sanitaire             | VM                 | 100                | 100                |
| STUK International Oy                 | expertise dans le domaine de l'énergie nucléaire et des rayonnements | STM                | 100                | 100                |
| Suomen Erillisverkot Oy               | télécommunications                                                   | VNK                | 100                | 100                |
| Suomen Lauttaliikenne Oy              | traversiers                                                          | VNK                | 100                | 100                |
| Suomen Rahapaja Oy                    | fabrication de monnaies et médailles                                 | VNK                | 100                | 51,0               |
| Investissement industriel de Finlande | investissement                                                       | TEM                | 100                | 100                |
| Suomen Viljava Oy                     | manutention et stockage des céréales                                 | VNK                | 100                | 100                |
| Tapio Oy                              | services forestiers                                                  | VNK                | 100                | 100                |
| VTT Oy                                | recherche technique                                                  | TEM                | 100                | 100                |
| Teollisen yhteistyön rahasto Oy       | financements spéciaux                                                | UM                 | 93,4               | 50,1               |
| Terrafame Oy                          | exploitation minière                                                 | TEM                | 71                 | 0,0                |
| Tietokarhu Oy                         | informatique de l'administration fiscale                             | VM                 | 20 (80)            | 50,1               |
| Traffic Management Finland Oy         | contrôle du trafic                                                   | LVM                | 100,0              | 100,0              |
| Valtion kehitysyhtiö Vake Oy          | contrôle des actions                                                 | VNK                | 100                | 100                |
| Vimana Oy                             | services TIC régionaux                                               | VM                 | 100,0              | 100,0              |
| VR-Yhtymä Oy                          | transport ferroviaire                                                | VNK                | 100                | 100                |
| Vapo Oy                               | tourbe et industrie du bois                                          | VNK                | 50,1               | 33,4               |
| Veikkaus Oy                           | jeux d'argent                                                        | OKM                | 100                | 100                |
| Yleisradio Oy                         | radiodiffusion                                                       | LVM                | 100                | 100                |

## Entreprises associées
| Entreprises associées                | Entreprises associées   | Entreprises associées | Entreprises associées | Entreprises associées |
| Entreprise                           | Domaine                 | Contrôle              | Parts (%)             | Limite (%)            |
| ------------------------------------ | ----------------------- | --------------------- | --------------------- | --------------------- |
| Altia Oyj                            | boissons alcoolisées    | VNK                   | 36,2                  | 0,0                   |
| Elisa Oyj                            | télécommunications      | Solidium Oy           | 10,0                  | 0,0                   |
| Hevosopisto Oy                       | formation équine        | OKM                   | 25,0                  | 0,0                   |
| Kemira Oyj                           | industrie chimique      | Solidium Oy           | 14,0                  | 0,0                   |
| Konecranes Oyj                       | grues                   | Solidium Oy           | 7,4                   | 0,0                   |
| Kuntarahoitus Oyj                    | crédit                  | YM                    | 16,0                  | 0,0                   |
| Neste Oyj                            | raffinage               | VNK                   | 44,7                  | 33,4                  |
| Nokia Oyj                            | télécommunications      | Solidium Oy           | 3,7                   | 0,0                   |
| Nokian Renkaat Oyj                   | industrie du caoutchouc | Solidium Oy           | 5,1                   | 0,0                   |
| Metso Oyj                            | industrie métallurgique | Solidium Oy           | 14,9                  | 0,0                   |
| Outokumpu Oyj                        | métallurgie             | Solidium Oy           | 21,7                  | 0,0                   |
| Outotec Oyj                          | métallurgie             | Solidium Oy           | 14,9                  | 0,0                   |
| Sampo Oyj                            | banque et assurance     | Solidium Oy           | 10,0                  | 0,0                   |
| SSAB AB                              | metalliteollisuus       | Solidium Oy           | 12,6                  | 0,0                   |
| Stora Enso Oyj                       | industrie forestière    | Solidium Oy           | 10,7                  | 0,0                   |
| Suomen Ilmailuopisto Oy              | formations spéciales    | OKM                   | 49,5                  | 0,0                   |
| Suomen Siemenperunakeskus Oy         | pommes de terre         | VNK                   | 22,0                  | 0,0                   |
| Biens immobiliers de l'université Oy | biens immobiliers       | VM                    | 33,0                  | -                     |
| TietoEVRY Oyj                        | informatique            | Solidium Oy           | 10,0                  | 0,0                   |
| Valmet Oyj                           | pâte à papier           | Solidium Oy           | 11,1                  | 0,0                   |

## Entreprises étatiques
- Direction des forêts
- Propriétés du Sénat